# Jean Dupuis
Pour les articles homonymes, voir Dupuis (homonymie) et Jean Dupuis (homonymie).
Jean Dupuis, né le 24 octobre 1875 à Marcinelle (province de Hainaut) et mort le 11 octobre 1952 dans la même ville, est un imprimeur et éditeur belge qui est fondateur des éditions Dupuis et créateur du Journal de Spirou.

## Biographie

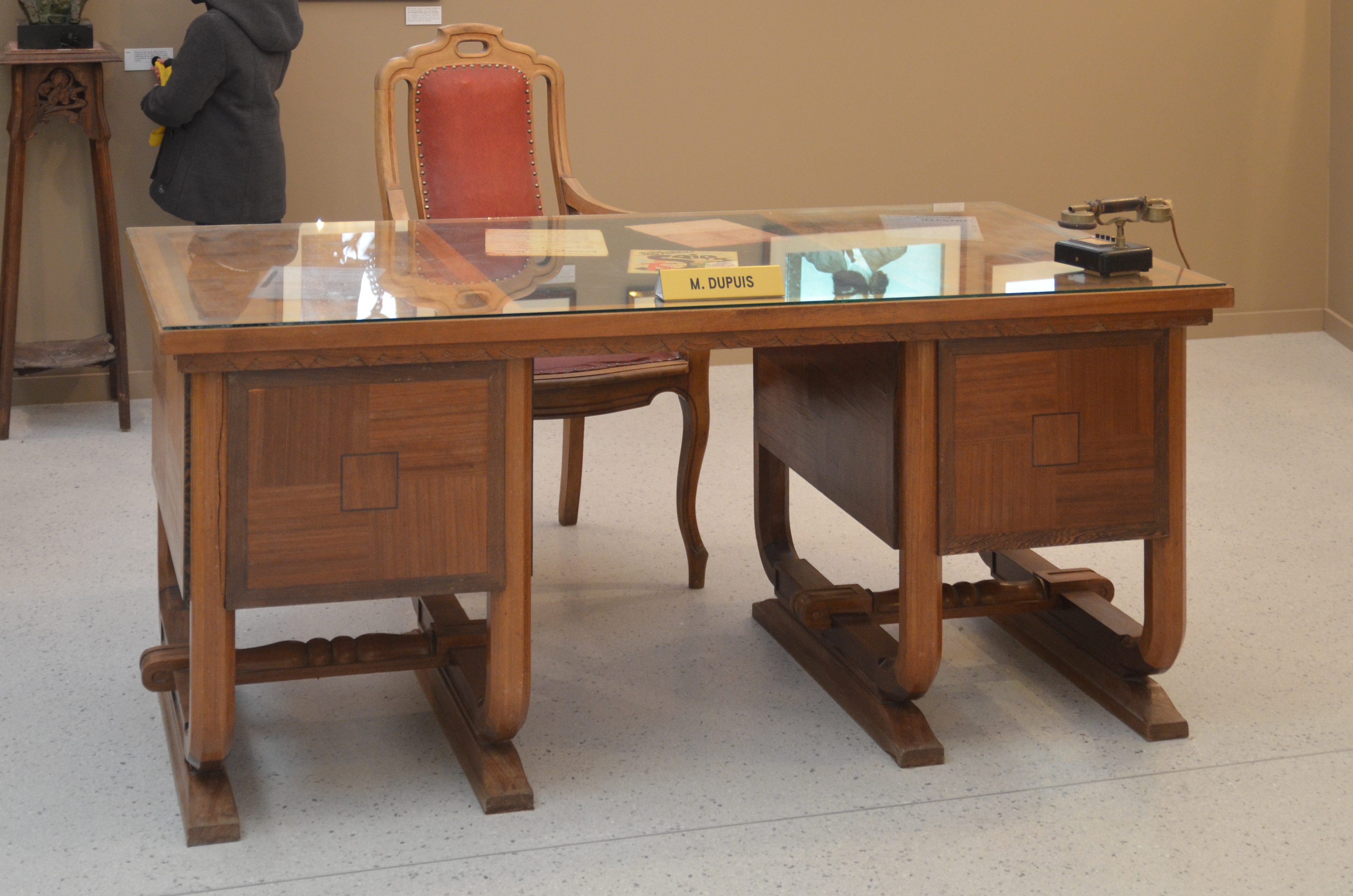
Bureau de Jean Dupuis au musée des Beaux-Arts de Charleroi lors d'une exposition temporaire.

Jean Dupuis naît à Marcinelle en 1875. Il est orphelin de mère à l'âge de deux ans. Il est adopté par son oncle et tante maternelle au départ de son père pour les États-Unis. Il démarre sa vie professionnelle comme apprenti-typographe à l'âge de 14 ans, puis il investit sept ans plus tard ses économies dans l'achat d'une presse à pédales, qui lui permet de se mettre à son compte. Il crée sa propre imprimerie en 1898 à Marcinelle et se lance dans l'édition en 1922 avec les éditions Dupuis, qui publient notamment les magazines Le Moustique, spécialisé dans les programmes radios nationales, et Bonne soirée, hebdomadaire féminin spécialisé dans le roman. Pour diversifier encore un peu plus son lectorat, il a l'idée de créer un journal pour la jeunesse. La bande dessinée américaine inonde alors la Belgique à travers de magazines publiés en France.
Jean Dupuis est catholique pratiquant et de sentiment fortement européen. Trouvant que ces histoires ne coïncident pas avec la morale et le souci éducatif qu'il défend, il charge son fils ainé, Paul, de trouver le profil idéal d'un journal pour la jeunesse.
En 1938, il crée Le Journal de Spirou dont il confie la direction à ses deux fils : Paul et Charles.